# 58-я танковая дивизия (СССР)
58-я танковая дивизия — общевойсковое формирование (соединение) АБТВ РККА ВС СССР, до и во время Великой Отечественной войны.

## История

### Формирование и прибытие на фронт
Формирование 58-й танковой дивизии началось на основе 48-й лёгкотанковой бригады, в марте 1941 года, на Дальнем Востоке в рамках мероприятий по созданию 30-го механизированного корпуса (управление, 58 тд, 60 тд, 239 мд, 29 мцп). В июле 30-й механизированный корпус был расформирован, а дивизия переведена на новый сокращённый штат, частично передав матчасть другим соединениям РККА. В октябре 58-я танковая дивизия была переброшена под Москву. Вошла в состав Западного фронта и заняла оборону на подступах к Клину, защищая город от возможного прорыва противника. В письме полкового комиссара Говоруненко П. Д. в адрес военного комиссара Главного Автобронетанкового Управления отмечены неразбериха при переброске (частичная разгрузка в Орехово-Зуево, противоречивые приказы и затем разгрузка в Клину) и проблемы с организацией снабжения (снабженцы 16-й армии (16 А) и тыловые склады равно отказывались снабжать дивизию, переадресуя запросы друг другу). Также отмечены нехватка вооружения и матчасти, доукомплектование личным составом уже в момент посадки в воинские поезда, нехватка зимней одежды и, в особенности, очень плохое обмундирование мотострелков — «буквально ободраны».

### Наступление на Волоколамск
16 — 17 ноября соединение участвовало в наступлении 16 А на Волоколамск. Приказ о наступлении был получен только 15 ноября, части дивизии перебрасывались в большой спешке и не успели полностью сосредоточиться, а также провести разведку местности и наладить взаимодействие с новыми соседями. 16 ноября танковая дивизия вышла в район Блуды — Бортники и атаковала позиции 35-й пехотной дивизии войск нацистской Германии. Согласно вечерней сводке 35-й пехотной дивизии Вермахта

«Танки прорвались с направления Бортники […] и приблизились на 300—400 метров к Пашково, где были обстреляны прямой наводкой. 4 танка подбито. Остальные отступили на север к Бортникам».— Вечерняя сводка 35-й пехотной дивизии за 16.11.41
К 17 ноября дивизия закончила сосредоточение своих частей и наладила взаимодействие, но утратила элемент внезапности. В течение 17 ноября дивизия вела бои за населённые пункты Хрулево, Спас и Шишково, а также на подступах к Масленниково, но не выполнила поставленных задач по выходу к Волоколамску. После неудачи наступления и ввиду прорыва фронта 3-й танковой группой была передана в 30-ю армию.

### Оборонительные бои в районе Клина
В ночь на 18 ноября дивизия была выведена из боя под Волоколамском и начала переброску в район Спасс — Заулок (15 км северо-западнее Клина). Штаб дивизии отметил многочисленные трудности в ходе нового ночного 75 км марша, под Волоколамском осталась подбитая матчасть, оружие и раненые. По мере прибытия в район сосредоточения части дивизии немедленно включались в бои с 3-й танковой группой противника. 18 — 20 ноября дивизия сдерживала наступление 14 мд и 7 тд противника в направлении Клина и понесла большие потери. 20 ноября командир дивизии генерал-майор Котляров застрелился, оставив записку следующего содержания: «…Общая дезорганизация и потеря управления. Виновны высшие штабы. Не хочу нести ответственность за общий бардак. Отходите на Ямуга за противотанковые препятствия, спасайте Москву… Впереди без перспектив». 22 ноября части дивизии отошли к северо-востоку от Клина, оставив Ямугу. 24 ноября остатки дивизии были подчинены командиру 107-й мотострелковой дивизии.

### Рогачево и Дмитров
В последующем бойцы дивизии отступали на восток, сдерживая наступление немцев и переходя в контратаки. 25 — 26 ноября в составе группы Хетагурова дивизия отражала атаки противника в районе Рогачево. К исходу 26 ноября наши части были вынуждены оставить Рогачево и отступить в район обороны западнее Дмитрова. За время боёв с 16 по 28 ноября потери дивизии составили 157 танков из 198 имевшихся и 1 731 человека личного состава из 5 612 человек. 29 ноября дивизия была отведена в тыл, передав 107 мд остатки техники — 17 танков, два бронеавтомобиля и пять орудий. 31 декабря 1941 года соединение расформировано и обращена на сформирование 58-й танковой бригады.

## Состав
- управление
- 116-й танковый полк
- 117-й танковый полк
- 58-й мотострелковый полк
- 58-й гаубичный артиллерийский полк
- 58-й отдельный зенитный артиллерийский дивизион
- 58-й разведывательный батальон
- 58-й понтонно-мостовой батальон
- 58-й отдельный батальон связи
- 58-й медико-санитарный батальон
- 58-й автотранспортный батальон
- 58-я ремонтно-восстановительная рота
- 58-я рота регулирования
- 58-й полевой хлебозавод
- 402-я полевая почтовая станция
- 322-я полевая касса Госбанка

## Укомплектованность
- На 15.11.1941: 154 единицы БТ, 36 единиц Т-26; перед наступлением на Волоколамск получены 10 единиц Т-34[1].

## В составе
| Дата             | Фронт (округ)         | Армия                     | Корпус                       | Примечания                            |
| ---------------- | --------------------- | ------------------------- | ---------------------------- | ------------------------------------- |
| март 1941 года   | Дальневосточный фронт | 1-я Краснознамённая армия | 30-й механизированный корпус | С июля 1941 — отдельная тд в 1 КзА ДФ |
| ноябрь 1941 года | Западный фронт        |                           |                              | Подчинённость не вполне ясна          |
| 15.11.1941 года  | Западный фронт        | 16-я армия                |                              | -                                     |
| 18.11.1941 года  | Западный фронт        | 30-я армия                |                              | -                                     |

## Командование

### Командиры
- Котляров, Александр Андреевич, генерал-майор (до 20.11.1941);
- Серов, Александр Михайлович, подполковник (с 20.11.1941 до 24.11.1941);
- Чанчибадзе, Порфирий Георгиевич, полковник (с 24.11.1941, остатки 58-й дивизии вошли в подчинение командира 107-й мотострелковой дивизии).

### Начальники штаба
- Сорокоумов, Василий Флегонтович (март — сентябрь 1941)[4];

## Документы
Штаб 58 тд в боевой обстановке (15.11-29.11.1941), в электронном банке документов «Память народа», Архив ЦАМО, Фонд 208, Опись 2511, Дело 230